# Парки и скверы Одессы
Парки и скверы Одессы — парки и скверы, расположенные в Одессе.

## Парк имени Т. Г. Шевченко

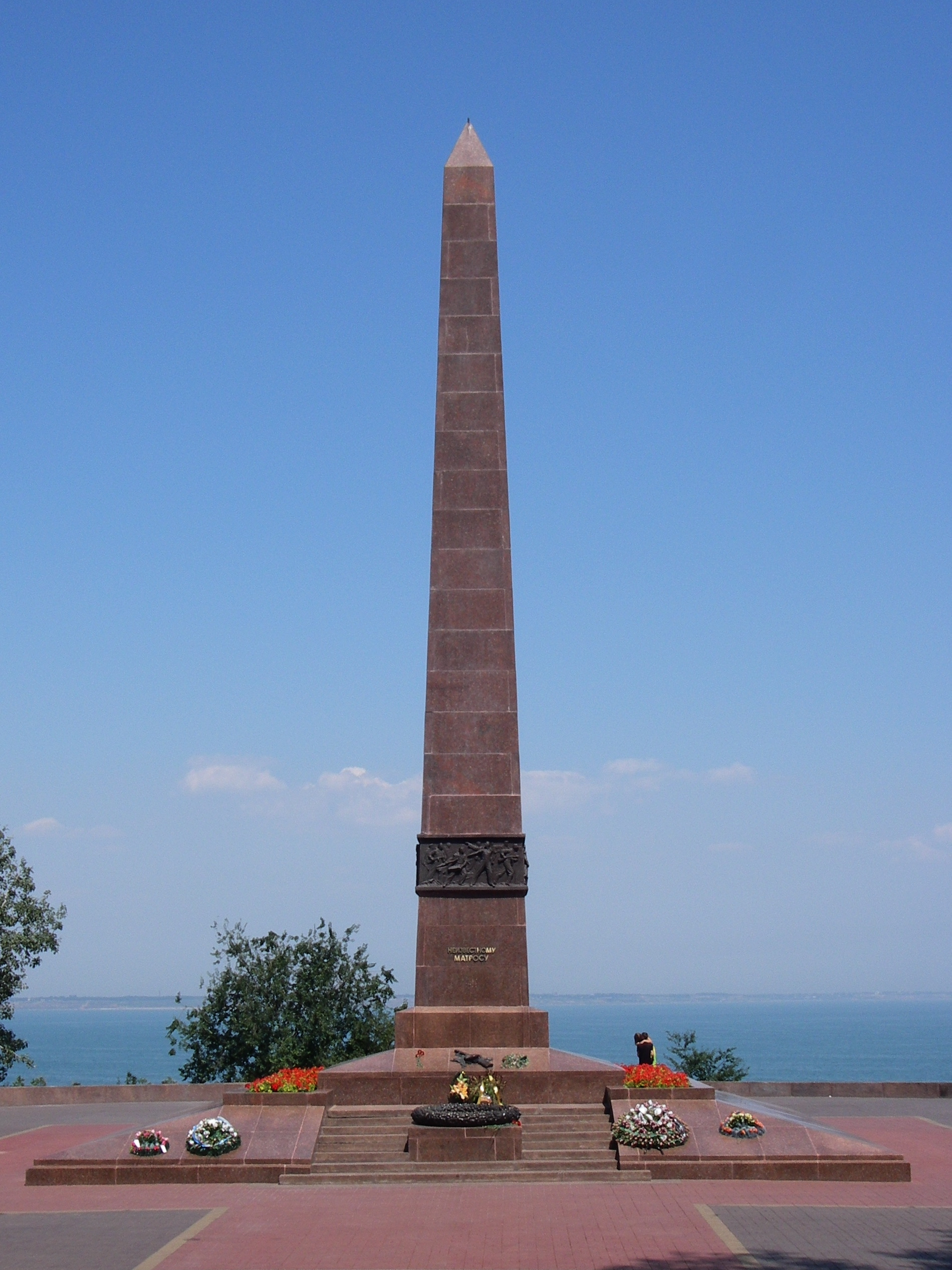
Памятник Неизвестному матросу

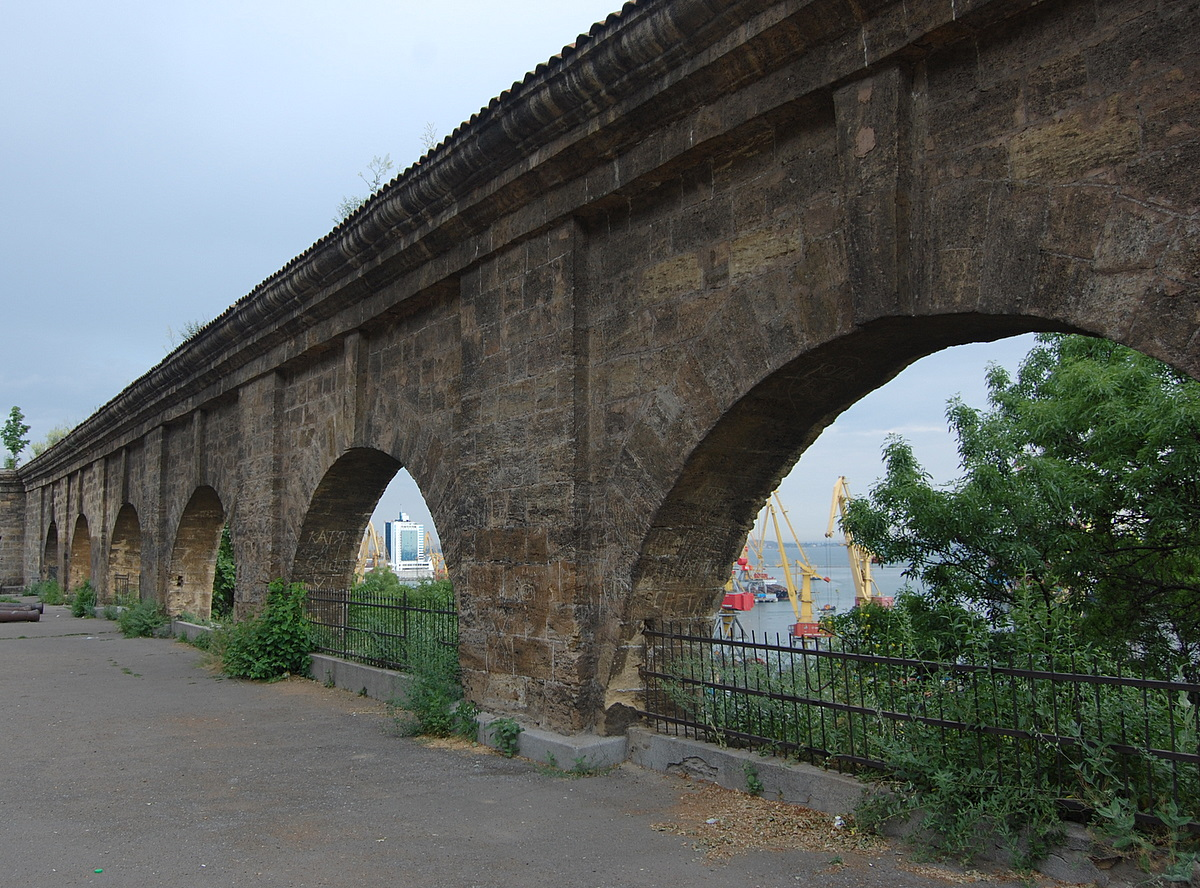
ЦПКиО

Парк Шевченко (Александровский парк), основан в 1875 г во время посещения города императором Александром Вторым — является главным парком города. Он самый большой по площади (приблизительно 700 м — вдоль ул. Маразлиевской — на 900 м — вдоль моря), расположен над морем близко от центра города, располагает разнообразными культурными и развлекательными объектами.
В парке много зелени, красивых аллей. Над обрывом — часть карантинной стены и башня, сохранившаяся со времен Деволана. Широкая главная аллея ведет от центральных (Сабанских) ворот мимо стадиона, Александровской колонны (в честь закладки парка императором), обсерватории до Ланжероновских ворот. Другая красивая аллея начинается от Барятинских ворот и идет вдоль кромки приморского плато. Самое крупное сооружение парка — стадион, построенный в 1935 г.
В парке расположены памятники:
- Тарасу Шевченко,
- Неизвестному матросу,
- Погибшим кораблям,
- Воинам-«афганцам».

У памятника Неизвестному Матросу находится Пост № 1.
В парке расположен и центральный футбольный стадион города — «Черноморец».
В парке в весенне-летний период есть возможность пользоваться беспроводным интернетом по технологии Wi-Fi  .

## Городской сад

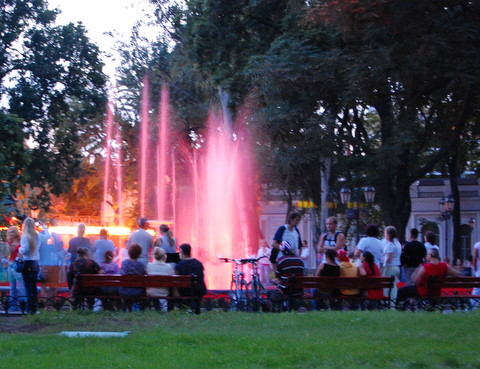
Фонтан в Городском саду

Расположен в центре города, на улице Дерибасовской. Городской сад был подарен городу Де Рибасом 10 ноября 1806 года «безвозмездно». Горсад отреставрирован и открыт после реконструкции 9 мая 2007 года. На территории сада открыта новая ротонда и музыкальный фонтан, отремонтированы фасады, проведена замена всех коммуникаций, построена новая подстанция, установлено оборудование для автоматического полива. Фонтан до первого переоборудования (в 1960-е годы) выглядел так: в центре круглого бассейна стояла фигурная мраморная колонка (сохранилась до наших дней) из вершины которой поднималась струйка воды, кроме того, немного ниже вершины вращалось Сегнерово колесо (кольцевая трубка с соплами, вращающаяся за счет реактивной силы вытекающей воды). Тогда фонтан работал непосредственно от водопровода и давления хватало только на слабенькие струи. Во время той реконструкции в бассейне уложили концентрические трубы с соплами, под землей установили мощный насос с накопителем воды, и фонтан приобрел совсем другой вид: упругие струи образовывали высокий шатер с радугой от водяной пыли в солнечную погоду.
Сейчас система полива включает в себя 253 распылителя воды, которые в 2 часа ночи выдвигаются из-под земли и в течение нескольких часов осуществляют полив клумб по специально разработанной схеме.
Главным своим достижением специалисты Гидромонтажа считают воссоздание центральной чаши именно такой, какой она была 200 лет назад, когда 10 ноября 1806 года сад был передан Дерибасом в дар городу. Сохранён и отреставрирован оригинальный карарский мрамор чаши.
Внутри исторического металлического ограждения фонтана вместо отслужившей свой век внешней чаши из ракушняка сделана современная облицованная мрамором железобетонная чаша.
Компьютеризированный командный пункт фонтана находится под землёй. Фонтан в Одесском городском саду фактически состоит из 2-х разных фонтанов. 13 струй одного бьют днём, второй — свето-музыкальный работает с 21:00 до 23:30.
Вечером начинается свето-музыкальное представление, которое обеспечивают 4 специальные установки, использующие 5 цветов подсветки. Музыкальный репертуар можно постоянно разнообразить.
Музыкальный фонтан работает с 21:00 до 23:30.
В парке есть возможность пользоваться беспроводным доступом к интернету по технологии Wi-Fi.

## Сквер «Пале-Рояль»

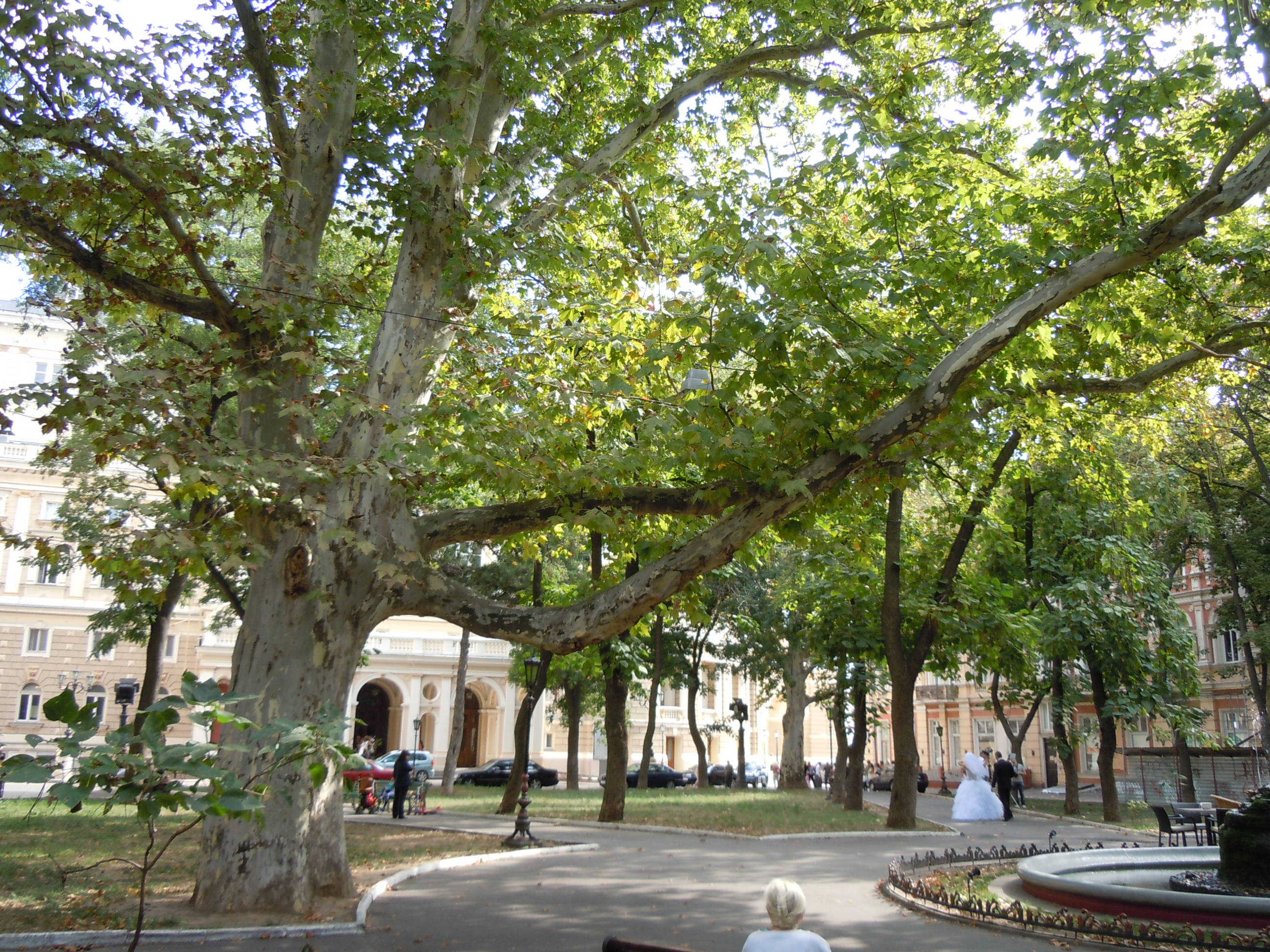
Сквер «Пале-Рояль»

Пале-Рояль — городской сквер в исторической части Одессы, между улицами Ланжероновской, Екатерининской, переулком Чайковского и зданием Оперного театра.

## Стамбульский парк
Первый камень был заложен при посещении Одессы делегациями Турции и Азербайджана где была согласовано строительство нового парка в честь 20-летия Турецко-Украинских дипломатических отношений. Строительство парка началось в 2016 и закончилось в 2017. На открытии парка присутствовали президент Украины Пётр Порошенко, мэр Стамбула Кадир Топбаш, мэр Одессы Геннадий Труханов, а также другие официальные лица. Строительство парка было профинансировано турецкой стороной. В Стамбульском парке есть множество лавочек, беседки, зона отдыха со столиками, детские и спортивные площадки, мощенные дорожки, бювет и фонтан Грот Дианы. Для комфортного отдыха есть бесплатный Wi-Fi, туалеты а также информационные щитки с планом парка.

## Греческий парк
Первый камень был открыт в день города Одессы 2 сентября 2018 при участии мэра города Пирея (Греция) и ряда других иностранных дипломатов. Парк расположен слева от Потёмкинской лестницы напротив Стамбульского парка. Для пешеходов с колясками, а также маломобильных граждан предусмотрен лифт. Парк был профинансирован за счёт фонда известного Одесского мецената Греческого происхождения Пантелеймона Бумбараса, а также за счёт городского бюджета.

## Парк культуры и отдыха имени Горького
Строительство парка началось ещё в 1961 году, а открытие состоялось в 1973 году. На его территории насчитывается приблизительно 6000 деревьев, здесь помимо различных видов птиц обитают также ежи и белки. В парке находятся памятник Максиму Горькому и памятник «Жертвам фашизма».
Расположенный в парке по адресу ул. Варненская, 4а кинотеатр (бывш. «Москва») ныне называется «Синема Парк».
На территории парка снимался финальный кадр песни «Сказки» для детского музыкального фильма «Приключения Петрова и Васечкина, обыкновенные и невероятные» (1983).
С 22 января по 8 февраля 2024 г. в соответствии с распоряжением одесского мэра № 32 от 19 января 2024 г. «О проведении консультаций с общественностью в форме электронного опроса по вопросам переименования объектов топонимики на территории города Одессы» проводилось электронное голосование по рассмотрению предложения  переименовать парк имени Горького в парк имени Марка Твена. В нём приняли участие 273 человека. Из них 198 (72,5%) одобрили эту идею, остальные 75 (27,5%) проголосовали против.

## Парк Победы (дендропарк)
Бывшее название — парк имени В. И. Ленина. Самый ухоженный на сегодня (2010 год) парк Одессы. Главная достопримечательность — большие искусственные пруды, в которых водится рыба, на время зимы становится катком. Именно в этом парке снимались многие сцены фильма"Приключения Электроника" (в частности, эпизод, в котором Электроник лихо расправляется с хулиганами, пытающимися обидеть Майю, тайную любовь Сыроежкина. Здесь же постоянно прятался Урри).
Через дорогу от парка Победы находится площадь 10 Апреля. В центре площади стоит обелиск в честь города-героя Одессы, где увековечен указ Президиума Верховного Совета СССР о присвоении городу звания «Город-герой».

## Сквер Партизанской Славы
Основан на месте безымянного и заброшенного участка земли на Ленпосёлке. Назван в честь участников партизанского движения Одессы в годы Великой Отечественной войны.

## Сквер Героев-Лётчиков
Основан на месте аэродрома 69-го Истребительного авиаполка в дни обороны Одессы. Назван в честь лётчиков полка, а также в честь летчиков, Героев Советского Союза, проживавших в Одессе или служивших в Одесском военном округе.
В сквере расположены:
- Памятник лётчика-героям 69-го Истребительного авиаполка;
- Памятный знак в честь лётчиков 69-го ИАП, Героев Советского Союза;
- Памятный знак честь лётчиков, Героев Советского Союза, проживавших в Одессе.

## Дюковский сад
Советское название — парк Победы. Большой парк (прибл. 450 м — вдоль Балковской на 550 м) на склоне Водяной балки на слободской стороне. Говорят, что парк берет своё начало от дачи Дюка де Ришельё (отсюда название) и был подарен городу самим Дюком или его наследниками. Этот парк в разные времена назывался по-разному: Ришельевская дача, Дюковский сад, Ришельевский сад, Городской сад, Дюковский парк. Парк расположен в 3-х уровнях: нижнем — вдоль ул. Балковской, среднем — на самом склоне (не очень крутом, местами с искусственными террасами) и верхнем — плоском. От главного входа ведет аллея, превращающаяся в лестницу с площадками, от которых отходят боковые аллеи. Внизу, слева от входа, довольно большой продолговатый пруд (200 на 50 м) с островком, питающийся от пресного ключа вытекающего из склона.
Здесь снимались многие эпизоды известного советского фильма «Весна на Заречной улице».
Главная аллея-лестница приводит на обширную центральную площадь с большим каменным павильоном и ещё несколькими строениями за ним, менявшими своё назначение в разное время. В 50-х годах 20-го века в парке проводились областные сельскохозяйственные выставки. Собственно для этих выставок и были построены павильоны.

## Преображенский парк
В прошлом — парк Ильича. Основан на месте старейшего в Одессе 1-го Христианского кладбища (также часть территории кладбища занял Одесский зоопарк). Основной причиной разрушения кладбища была прокладка теплотрассы к центру города.

## Сквер Космонавтов
Расположен на Фонтанской дороге, угол проспекта Гагарина.

## Сквер Мира
Разбит в начале Фонтанской дороги, к которой примыкает одной стороной. Второй стороной выходит на проспект Гагарина, третьей — на аллею около здания Одесской областной администрации.

## Сквер Героической обороны Одессы
Расположен между 6-й станцией Большого Фонтана и улицей Ивана Франко.

## Лесопарк «Аэропортовский»
Расположен на окраине города, неподалёку от Одесского аэропорта.

## Савицкий парк
В прошлом — Парк им. Ленинского комсомола.
Основан Григорием Савицким в XIX веке. Заброшенный ныне парк.
Сюда в 2006 году был перенесен главный одесский памятник Ленину, который до этого более полувека стоял на Куликовом Поле, и был демонтирован в 2016 году, в рамках декоммунизации.  26 ноября 2008 года исполком Одесского горсовета принял проект решения о строительстве в этом парке спортивного комплекса с ледовым катком. Комплекс будет состоять из спортзала на 2000 человек и ледового поля на 1000 человек. Стоимость работ — 80 миллионов гривен.

## Одесский ботанический сад
Ботанический сад Одесского национального университета — один из старейших парков Одессы.
Трудно представить, но 200 лет назад в Одессе не было ни одного деревца. Чтобы из степи создать цветущий город в 1820 году при Ланжероне за площадью Куликово поле был заложен ботанический сад, который стал родоначальником парков степной части Украины.
Первое дерево здесь посадил сам Александр Ланжерон, а спустя всего несколько лет, когда сюда приехал Пушкин, деревья уже давали «насильственную тень». Сегодня в ботаническом саду Одесского национального университета на Французском бульваре на площади 16 гектаров «проживают» более 3000 видов зеленых питомцев самого разного возраста. И с каждым годом «население» растет. За почти 200 лет из различных уголков земного шара собрана и привезена великолепная коллекция.
В парке можно изучить происхождение деревьев и цветов по табличкам возле них. В саду их великое множество. Сюда можно прийти с экскурсией, а можно и самому.

## Лунный сквер
Расположен на склонах под Приморским бульваром. Некогда богато украшенный цветочными клумбами, а ночью ярко освещенный фонарями, сегодня он выглядит заросшим и заброшенным, причем эта его заброшенность нарастает обратно пропорционально высоте над уровнем моря. У самой Приморской улицы парк превращается в дикие заросли. Ситуацию не спасают даже милые сердцу любого одессита гранитные лесенки.
Ко Дню города-2014 парк полностью преобразился.В парке уложили новую плитку, облагородили склоны, восстановили освещение и ливневую канализацию, отреставрировали фонтан,появились новые скамейки и урны.Также отреставрирована беседка, которая несколько лет назад была построена,во время съемок фильма «Солнечный удар», приведены в порядок газоны.